# Министр иностранных дел Турции
Министр иностранных дел Турции (тур. Türkiye Cumhuriyeti Dışişleri Bakanı) — министерский пост в правительстве Турции, который занимается иностранными делами Турции. Пост в современном виде появился в 1920 году. Нынешний министр иностранных дел — Хакан Фидан.

## Список министров
| #  | Министр                       | Фото | Период нахождения в должности       |
| -- | ----------------------------- | ---- | ----------------------------------- |
| 1  | Бекир Сами Кундух             |      | 3 мая 1920 — 8 мая 1921             |
| 2  | Ахмет Мухтар Моллаоглы        |      | 3 мая 1920 — 8 мая 1921             |
| 3  | Юсуф Кемаль Тенгиршенк        |      | 18 мая 1920 — 26 октября 1922       |
| 4  | Исмет Инёню                   |      | 26 октября 1922 — 21 ноября 1924    |
| 5  | Шюкрю Кая                     |      | 21 ноября 1924 — 3 марта 1925       |
| 6  | Тевфик Рюштю Арас             |      | 3 марта 1925 — 11 ноября 1938       |
| 7  | Шюкрю Мехмет Сараджоглу       |      | 11 ноября 1938 — 9 июля 1942        |
| 8  | Нуман Менеменчиоглу           |      | 9 июля 1942 — 13 сентября 1944      |
| 9  | Хасан Сака                    |      | 13 сентября 1944 — 10 сентября 1947 |
| 10 | Неджметтин Садак              |      | 10 сентября 1947 — 22 мая 1950      |
| 11 | Мехмет Фуат Кёпрюлю           |      | 22 мая 1950 — 15 апреля 1955        |
| 12 | Аднан Мендерес                |      | 15 апреля — 27 июля 1955            |
| 13 | Фатин Рюштю Зорлу             |      | 27 июля — 9 декабря 1955            |
| 14 | Мехмет Фуат Кёпрюлю           |      | 9 декабря 1955 — 20 июня 1956       |
| 15 | Ибрагим Этхем Мендерес        |      | 20 июня 1956 — 25 ноября 1957       |
| 16 | Фатин Рюштю Зорлу             |      | 25 ноября 1957 — 27 мая 1960        |
| 17 | Селим Рауф Сарпер             |      | 30 мая 1960 — 26 марта 1962         |
| 18 | Феридун Джемаль Эркин         |      | 26 марта 1962 — 20 февраля 1965     |
| 19 | Хасан Эсат Ишик               |      | 20 февраля — 27 октября 1965        |
| 20 | Ихсан Сабри Чаглаянгиль       |      | 27 октября 1965 — 26 марта 1971     |
| 21 | Осман Эсим Олджай             |      | 26 марта — 11 декабря 1971          |
| 22 | Умит Халук Байюлкен           |      | 11 декабря 1971 — 26 января 1974    |
| 23 | Туран Гюнеш                   |      | 26 января — 17 ноября 1974          |
| 24 | Мелих Рауф Эсенбель           |      | 17 ноября 1974 — 31 марта 1975      |
| 25 | Ихсан Сабри Чаглаянгиль       |      | 31 марта 1975 — 21 июня 1977        |
| 26 | Ахмет Гюндюз Окчюн            |      | 21 июня — 21 июля 1977              |
| 27 | Ихсан Сабри Чаглаянгиль       |      | 21 июля 1977 — 5 января 1978        |
| 28 | Ахмет Гюндюз Окчюн            |      | 5 января 1978 — 12 ноября 1979      |
| 29 | Хайреттин Эркмен              |      | 12 ноября 1979 — 5 сентября 1980    |
| 30 | Эртугрул Экрем Джейхун, и. о. |      | 5 сентября — 12 сентября 1980       |
| 31 | Ильтер Тюркмен                |      | 12 сентября 1980 — 24 октября 1983  |
| 32 | Вахит Мелих Халефоглу         |      | 13 декабря 1983 — 21 декабря 1987   |
| 33 | Месут Йылмаз                  |      | 21 декабря 1987 — 21 февраля 1990   |
| 34 | Али Хюсрев Бозер              |      | 22 февраля — 12 октября 1990        |
| 35 | Ахмет Куртджебе Альптемочин   |      | 12 октября 1990 — 23 июня 1991      |
| 36 | Исмаил Сафа Гирай             |      | 23 июня — 21 ноября 1991            |
| 37 | Хикмет Четин                  |      | 21 ноября 1991 — 27 июля 1994       |
| 38 | Мюмтаз Сойсал                 |      | 27 июля — 28 ноября 1994            |
| 39 | Мурат Караялчин               |      | 12 декабря 1994 — 27 марта 1995     |
| 40 | Эрдал Инёню                   |      | 27 марта — 6 октября 1995           |
| 41 | Али Джошкун Кырджа            |      | 6 — 31 октября 1995                 |
| 42 | Дениз Байкал                  |      | 31 октября 1995 — 6 марта 1996      |
| 43 | Эмре Гёненсай                 |      | 6 марта — 28 июня 1996              |
| 44 | Тансу Чиллер                  |      | 28 июня 1996 — 30 июня 1997         |
| 45 | Исмаил Джем                   |      | 30 июня 1997 — 12 июля 2002         |
| 46 | Шюкрю Гюрель                  |      | 12 июля — 18 ноября 2002            |
| 47 | Яшар Якыш                     |      | 18 ноября 2002 — 11 марта 2003      |
| 48 | Абдулла Гюль                  |      | 14 марта 2003 — 28 августа 2007     |
| 49 | Али Бабаджан                  |      | 29 августа 2007 — 1 мая 2009        |
| 50 | Ахмет Давутоглу               |      | 1 мая 2009 — 28 августа 2014        |
| 51 | Мевлют Чавушоглу              |      | 29 августа 2014 — 28 августа 2015   |
| 52 | Феридун Синирлиоглу           |      | 28 августа 2015 — 24 ноября 2015    |
| 53 | Мевлют Чавушоглу              |      | 25 ноября 2015 — 3 июня 2023        |
| 54 | Хакан Фидан                   |      | 3 июня 2023                         |